# Нейпір
39°34′04″ пд. ш. 176°51′51″ сх. д. / 39.56778° пд. ш. 176.86417° сх. д.
Нейпір (англ. Napier, маорі: Ahuriri) — місто у Новій Зеландії, розташоване на східному узбережжі Північного острову, адміністративний центр регіону Гокс-Бей.
Місто було засновано 1851 року. Населення — 58 000 осіб, площа — 106 км².

## Географія
Місто розташовано на південному березі затоки Гокс-Бей, за 320 кілометрів на північний схід від столиці країни Веллінгтона. За 18 кілометрів на південь від Нейпіру знаходиться місто Гастінгс. Ці два сусідні міста часто називають «Міста затоки». Загальна чисельність населення в конурбації Нейпір-Гастінгс більша ніж 130 000 осіб.

## Економіка
Сільське господарство є основою економіки міста та регіону. Особливо розвинені вівчарство і місто по праву визнаний найбільшим центром виробництва вовни в Південній півкулі. Традиційно розвинене садівництво, а в останні роки все більшого значення набуває виноградарство.
Серед промислової індустрії найбільший розвиток отримали підприємства електронної промисловості, виробництво мінеральних добрив і виноробні підприємства. Ще донедавна в місті перебувало тютюнове виробництво компанії British American Tobacco, щорічно вироблялось 2.2 мільярда сигарет всесвітньо відомої марки Rothmans .
У місті розташований відкритий морський порт.

## Клімат
| Клімат Нейпіра (1981—2010)                    | Клімат Нейпіра (1981—2010) | Клімат Нейпіра (1981—2010) | Клімат Нейпіра (1981—2010) | Клімат Нейпіра (1981—2010) | Клімат Нейпіра (1981—2010) | Клімат Нейпіра (1981—2010) | Клімат Нейпіра (1981—2010) | Клімат Нейпіра (1981—2010) | Клімат Нейпіра (1981—2010) | Клімат Нейпіра (1981—2010) | Клімат Нейпіра (1981—2010) | Клімат Нейпіра (1981—2010) | Клімат Нейпіра (1981—2010) |
| Показник                                      | Січ.                       | Лют.                       | Бер.                       | Квіт.                      | Трав.                      | Черв.                      | Лип.                       | Серп.                      | Вер.                       | Жовт.                      | Лист.                      | Груд.                      | Рік                        |
| Середній максимум, °C                         | 24,5                       | 24,2                       | 22,7                       | 19,9                       | 17,4                       | 15,0                       | 14,1                       | 15,1                       | 17,3                       | 19,2                       | 20,9                       | 23,2                       | 19,5                       |
| Середня температура, °C                       | 19,5                       | 19,4                       | 17,7                       | 15,0                       | 12,4                       | 10,0                       | 9,4                        | 10,3                       | 12,3                       | 14,3                       | 16,1                       | 18,4                       | 14,6                       |
| Середній мінімум, °C                          | 14,6                       | 14,6                       | 12,7                       | 10,3                       | 8,5                        | 6,8                        | 5,6                        | 6,4                        | 8,1                        | 9,6                        | 10,9                       | 13,0                       | 10,0                       |
| Середня кількість сонячних годин на місяць    | 249,3                      | 202,6                      | 201,7                      | 172,4                      | 155,6                      | 130,7                      | 134,7                      | 166,8                      | 181,2                      | 213,9                      | 216,2                      | 233,7                      | 2258,7                     |
| Норма опадів, мм                              | 46.8                       | 54.3                       | 66.8                       | 67.9                       | 74.8                       | 82.1                       | 108.3                      | 60.1                       | 57.9                       | 59.9                       | 52.4                       | 53.5                       | 784.8                      |
| Днів з опадами                                | 6,0                        | 5,9                        | 7,2                        | 7,1                        | 7,9                        | 8,8                        | 9,4                        | 8,2                        | 7,4                        | 7,5                        | 6,0                        | 6,5                        | 88,1                       |
| Вологість повітря, %                          | 69.9                       | 73.9                       | 74.6                       | 77.1                       | 78.7                       | 79.9                       | 79.6                       | 76.0                       | 69.2                       | 67.3                       | 67.8                       | 67.0                       | 73.4                       |
| Середньомісячна сонячна радіація, кДж/м²·день | 22900                      | 19400                      | 15800                      | 11200                      | 7900                       | 6400                       | 6800                       | 9900                       | 14000                      | 18500                      | 21700                      | 22800                      | 14800                      |
| --------------------------------------------- | -------------------------- | -------------------------- | -------------------------- | -------------------------- | -------------------------- | -------------------------- | -------------------------- | -------------------------- | -------------------------- | -------------------------- | -------------------------- | -------------------------- | -------------------------- |
| Джерело: NIWA Climate Data                    |                            |                            |                            |                            |                            |                            |                            |                            |                            |                            |                            |                            |                            |

## Землетрус 1931 року
3 лютого 1931 у результаті землетрусу магнітудою 7.8 бала велика частина Нейпіру була зрівняна з землею. Всього в містах Нейпір і Гастінгс загинуло 256 осіб. Центр міста, зруйнований землетрусом, був потім перебудований в стилі арт-деко, який був популярний у той час. Деякі ділянки сьогоднішнього Нейпіра були під водою перед землетрусом, землетрус підняв їх над рівнем моря.

## Міста-побратими
- Ляньюньган, Китай
- Томакомай, Японія
- Вікторія, Британська Колумбія, Канада

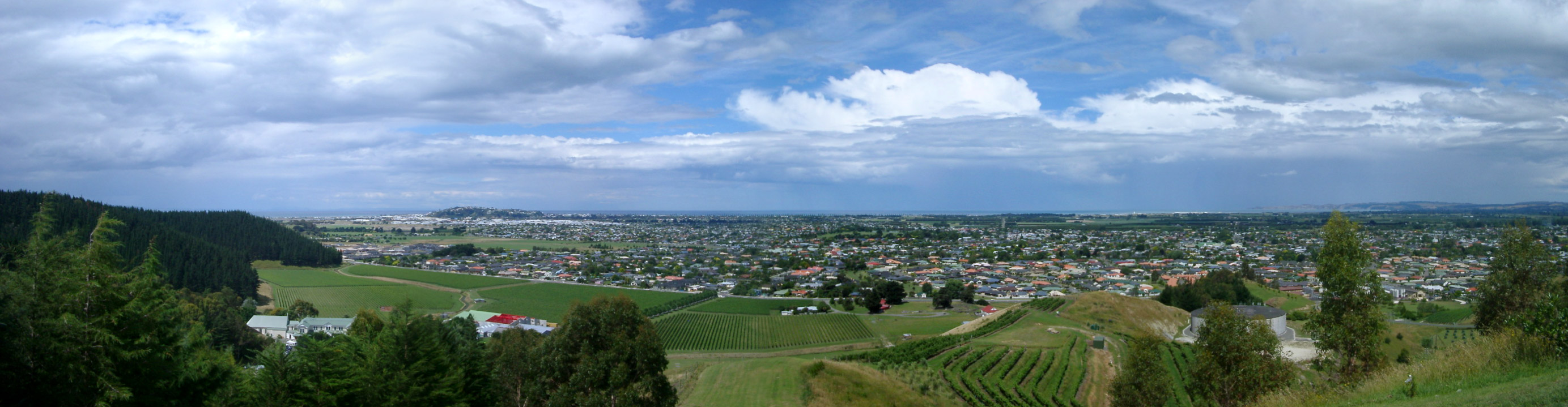
Панорама міста Непір